# Fieschertal
Fieschertal (toponimo tedesco) è un comune svizzero di 321 abitanti del Canton Vallese, nel distretto di Goms.

## Monumenti e luoghi d'interesse

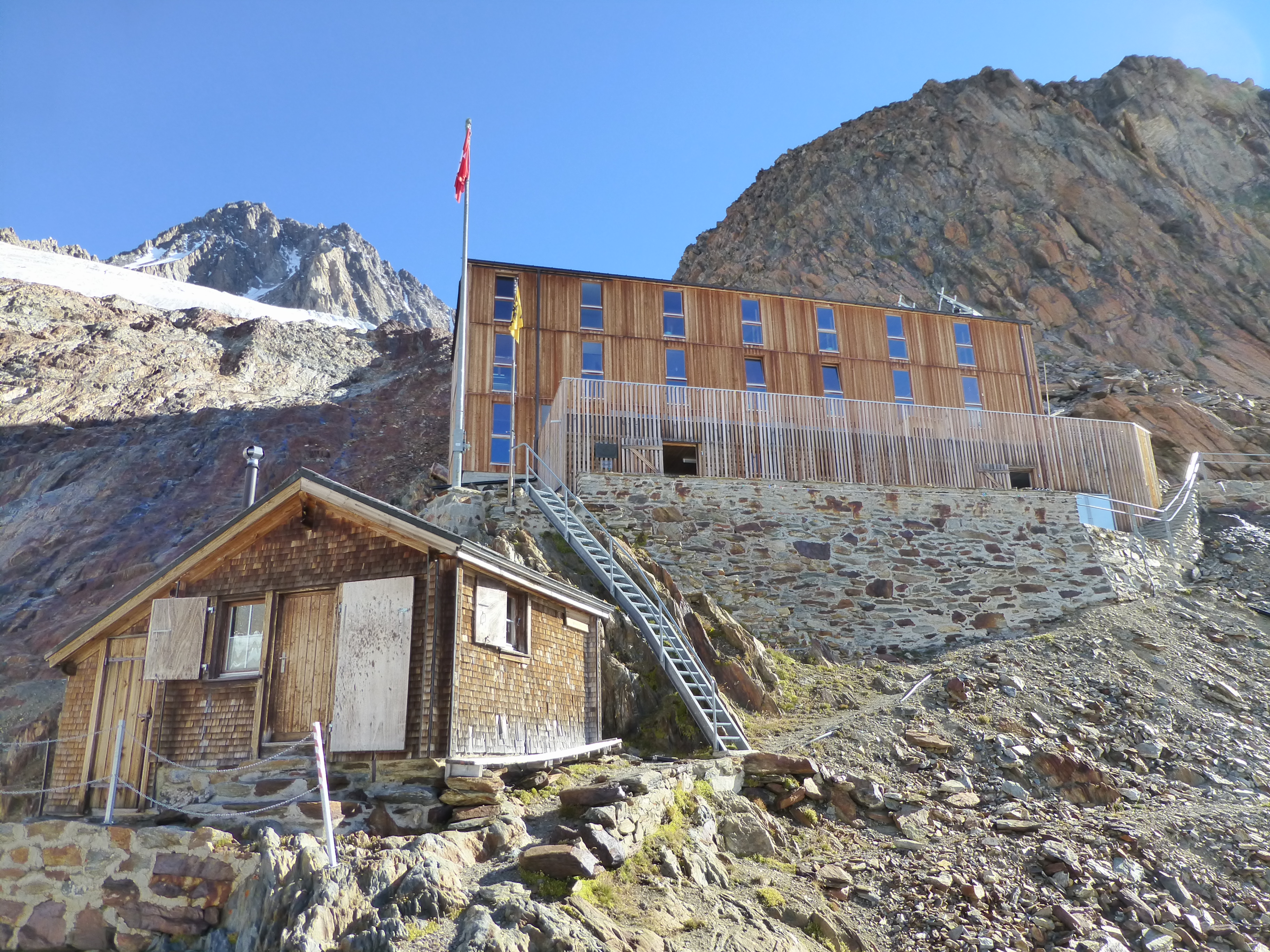
Il rifugio Finsteraarhornhütte con alle spalle il Finsteraarhorn

- Cappella di Nostra Signora in località Wichul, eretta nel 1688[1];
- Finsteraarhornhütte;
- Mönchsjochhütte.

## Società

### Evoluzione demografica
L'evoluzione demografica è riportata nella seguente tabella:
Abitanti censiti

## Amministrazione
Ogni famiglia originaria del luogo fa parte del cosiddetto comune patriziale e ha la responsabilità della manutenzione di ogni bene ricadente all'interno dei confini del comune.